# Isoperla adunca
Isoperla adunca är en bäcksländeart som beskrevs av Jewett 1962. Isoperla adunca ingår i släktet Isoperla och familjen rovbäcksländor. Inga underarter finns listade i Catalogue of Life.